# Disseny centrat en l'ús
El disseny centrat en l'ús (usage-centered design en anglès) és un mètode de disseny d'interfícies que es basa a enfocar-se en les intencions de l'usuari i els patrons d'ús. Analitza usuaris en termes de les funcions juguen amb relació a sistemes existents i empra casos d'ús abstractes (essencials) per l'anàlisi de tasques. Deriva dissenys visuals i d'interacció a partir de prototipus abstractes basats a entendre el rol dels usuari i els casos de tasques.
El disseny centrat en l'ús va ser introduït per Larry Constantine i Lucy Lockwood. La font primària de referència és el seu llibre.

## Mètodes de disseny centrat en l'ús
El disseny centrat en l'ús és basat en gran part en models formals i abstractes com a models d'interacció entre rols d'usuari, models UML i perfils de casos de tasques i rols. Els proponents del disseny centrat en l'ús argumenten a favor del modelat abstracte mentre que molts dissenyadors utilitzen persones realistes, escenaris i prototipus d'alta fidelitat. Les tècniques han estat aplicades amb considerable èxit en projectes complexes de programari, alguns dels quals han sigut analitzats en estudis de cas.

## El disseny centrat en l'ús i el disseny centrat en l'activitat
El disseny centrat en l'ús té algunes idees comunes amb el disseny centrat en l'activitat. S'enfoca més en les activitats dels usuaris però no els usuaris per se. A [Constantine, 2006] es descriu un entorn de treball integrat on els models de disseny centrat en l'ús són enriquits amb conceptes de la teoria d'Activitat.